# Paepalanthus tortilis
Paepalanthus tortilis là một loài thực vật có hoa trong họ Eriocaulaceae. Loài này được (Bong.) Mart. ex Körn. mô tả khoa học đầu tiên năm 1863.